# Marguerite Mongenast-Servais
Marguerite Mongenast-Servais, född 26 juli 1882 i Weilerbach, död 13 juni 1925, var en kvinnorättsaktivist i Luxemburg.
Hon var engagerad i Organisation pour les Intérêts de la femme, och tillhörde 1917–1919 en av få som förde fram frågan om kvinnlig rösträtt till debatt i Luxemburg. Någon verklig rösträttsrörelse hann dock aldrig bildas i Luxemburg, eftersom kvinnlig rösträtt genomfördes utan debatt, så som ingående i den demokratiska konstitutionen 1919. 
Kvinnoföreningen fokuserade därför främst på kvinnors utbildning och yrkesmöjligheter och frågan om den gifta kvinnans omyndighet. 
Hon var gift med ingenjören Paul Mongenast. 